# Peter Ivers
Peter Scott Ivers (Illinois, 20 de setembro de 1946 — Los Angeles, 3 de março de 1983) foi um compositor e músico estadunidense, que se tornou conhecido pelo programa de televisão New Wave Theatre.
Embora nascido em Illinois, cresceu em Brookline, cidade de Massachusetts. Estudou na Roxbury Latin School e, em seguida, entrou no curso de língua clássica na Universidade Harvard, mas escolheu a carreira de música. À princípio, tocava apenas harmônica e iniciou um contrato com a Epic Records em 1969.
Em 1983, Peter Ivers foi encontrado morto, golpeado com um martelo em seu apartamento em Los Angeles. O assassino não foi identificado. 

## Discografia
- Knight of the Blue Communion (Epic, 1969)
- Take It Out on Me (Wounded Bird Records, 1971)
- Terminal Love (Warner Bros., 1974)
- Peter Ivers (também conhecido Peter Peter Ivers; Warner Bros., 1976)
- Nirvana Peter (Warner Bros., 1985)
- The Untold Stories (K2B2 Records, 2008)